# 대혜원명 동종
대혜원명 동종은 대한민국 경기도 용인시 처인구, 우학문화재단에서 소유하고 있는 고려 1223년에 만들어진 것으로 추정되는 동종이다. 2012년 12월 27일 보물 제1781호로 지정되었다.

## 개요
대혜원명 동종은 전체적으로 푸른 녹이 슬어있으나 주조 상태, 보존 상태는 양호한 편이다. 종신에 음각된 명문에 의하면 1223년에 죽주(경기도 안성 부근) 대혜원 종으로 주성된 것이다. 형태는 음통이 있는 종뉴 아래 입상화문대가 장식된 불룩한 종신이 연결된 모양인데, 종뉴와 종신의 외형, 상․하대의 위치, Ω식의 종유는 신라종 양식을 따르고 있으나 입상화문대의 배치는 고려 후기 종의 특징이다.
현재 알려진 고려종 가운데 포항 오어사 동종이나 국립중앙박물관 소장 을사명 동종(乙巳銘銅鍾)과 전체적인 형태와 구성, 문양 등에서 매우 유사해 비교된다. 먼저 종뉴를 보면 사조룡(四爪龍)은 이례적으로 전보(錢寶) 모양의 여의주를 물고서 S자 형으로 몸을 구부린 채 서기(瑞氣)로써 음통을 싸고 있다. 비록 왼쪽 다리는 결실되었지만 부리부리한 눈, 섬세한 지느러미와 비늘이 표현된 신체나 동세(動勢)에서 생동감을 느낄 수 있다.
5단으로 구성된 음통은 1, 2단은 복련과 앙련이, 3단은 연화문, 4단, 5단은 앙련이 고부조(高浮彫)되었고 그 끝에는 작은 구슬이 장식되었으나 1개만 남았고 3～4개는 결실되었다. 상대 문양은 오어사 동종은 분명한 모란당초문인데 비해 이 종은 작약에 가까운데, 모란과 작약은 둘 다 불교의식에 상단화(上壇花)로 장엄되는 꽃이다.
하대문양은 상대와 같은 모란당초문으로 가는 줄기에 풍성한 화판의 큰 꽃과 작은 잎들이 섬세하게 표현되었다. 유곽과 유곽사이의 아랫쪽 종복에는 원문범자(圓文梵字)로 된 당좌와 보살좌상이 교대로 배치되었다. 특히 삼면관을 쓴 보살상은 구름위에 무릎을 꿇고서 합장한 자세로 앉아 있는데, 보살의 자세와 구름모양은 오어사 동종, 을사명 동종의 보살좌상과 흡사하다. 범문이 장식된 당좌는 유일한 예로서 윤곽은 뇌문을 돌리고 외연은 연판문을 양감있게 조각한 것이다.
명문은 계미년 8월28일에 죽주(竹州) 대혜원(大惠院) 종을 전(前) 상호장(上戶長)이 중량 113근을 들여 발원하였고, 70세가 넘어 퇴직한 최호장, 동량도인 현담, 원주 지성, 남일월사 승려 등이 주성에 동참하였다는 내용이다. 이종은 입상화문대와 보살좌상이 있어 고려 후기에 속하는데, 계미년은 1163년, 1223년, 1283년 중 13세기 전반에 제작된 오어사 동종이나 을사명 동종과 전체적인 형태, 보살상 모양, 유곽대 문양이 매우 유사하고, 각 부분의 표현 수법을 볼 때 오어사 동종보다는 다소 덜 수려하고 을사명 동종보다는 섬세해서 1223년에 제작된 것으로 추정된다.

## 참고 자료
- 대혜원명 동종 - 국가유산청 국가유산포털